# Aulacoserica kaszabi
Aulacoserica kaszabi är en skalbaggsart som beskrevs av Frey 1968. Aulacoserica kaszabi ingår i släktet Aulacoserica och familjen Melolonthidae. Inga underarter finns listade.